# Potamites ocellatus
Potamites ocellatus — вид ящірок родини гімнофтальмових (Gymnophthalmidae). Ендемік Бразилії.

## Поширення і екологія
Potamites ocellatus мешкають в болівійських департаментах Бені і Ла-Пас. Вони живуть у вологих широколистяних лісах юнги, на берегах стрімких річок і струмків. Зустрічаються на висоті від 100 до 1800 м над рівнем моря, можливо на висоті понад 500 м над рівнем моря. Ведуть денний, напівводний спосіб життя.

## Збереження
МСОП класифікує цей вид як вразливий. Potamites ocellatus загрожує знищення природного середовища.